# كريستيان إغناثيو راميريز
كريستيان إغناثيو راميريز (بالإسبانية: Christian Ramírez)‏ (14 مايو 1993 في المكسيك - ) هو لاعب كرة قدم مكسيكي في مركز الدفاع. لعب مع سانتوس لاغونا.

## وصلات خارجية
- كريستيان إغناثيو راميريز على موقع قاعدة بيانات كرة القدم.إي يو (الإنجليزية)
- كريستيان إغناثيو راميريز على موقع Soccerway.com (الإنجليزية)
- كريستيان إغناثيو راميريز على موقع AS.com (الإسبانية)